# HARPS-N

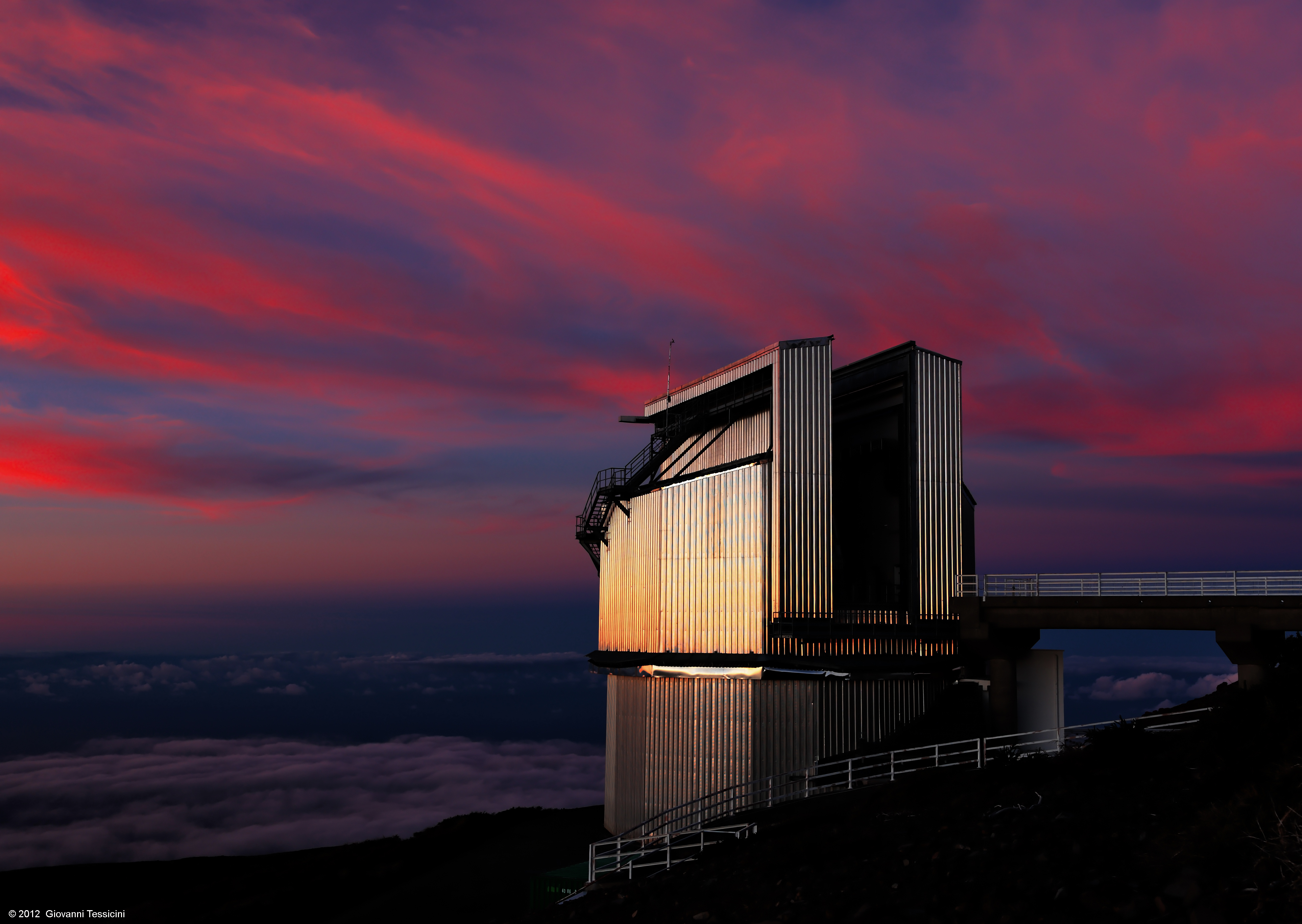
Il telescopio Nazionale Galileo presso cui è installato lo spettrografo HARPS-N

HARPS-N (acronimo in inglese di High Accuracy Radial velocity Planet Searcher for the Northern emisphere) è uno spettrografo di grande precisione installato nel 2012 sul Telescopio Nazionale Galileo (TNG), ubicato nell'Osservatorio del Roque de los Muchachos (isola di La Palma, Canarie). È "gemello" dello strumento HARPS, installato sul telescopio di 3,6 metri di diametro dell'ESO (Osservatorio di La Silla, Cile).
Il principale obiettivo scientifico di questo strumento è la scoperta e caratterizzazione di pianeti extrasolari di taglia terrestre. L'osservazione si basa sul principio della variazione della velocità radiale di una stella soggetta a forze gravitazionali di corpi ruotanti attorno ad essa.
Il progetto HARPS-N è una collaborazione tra l'osservatorio astronomico dell'Università di Ginevra, il Center for Astrophysics (CfA) di Cambridge (Massachusetts), le Università di St. Andrews e Edimburgo, la Queen's University di Belfast e l'Istituto Nazionale di Astrofisica (INAF).

## Prima luce
Lo strumento è divenuto ufficialmente operativo (prima luce) a marzo 2012 e le operazioni di rilevamento sono iniziate ad agosto dello stesso anno.